# Ribeiroclinus eigenmanni
Ribeiroclinus eigenmanni is een straalvinnige vissensoort uit de familie van beschubde slijmvissen (Clinidae). De wetenschappelijke naam van de soort is voor het eerst geldig gepubliceerd in 1888 door David Starr Jordan.
De soort is genoemd naar Carl H. Eigenmann die een assistent was van Jordan. Het type-exemplaar was gevangen in het noord-oosten van Patagonië, ter hoogte van de Golfo San Matías.